# Saint-Pardoux-les-Cards
Saint-Pardoux-les-Cards é uma comuna francesa na região administrativa da Nova Aquitânia, no departamento de Creuse. Estende-se por uma área de 24,76 km². Em 2010 a comuna tinha 285 habitantes (densidade: 11,5 hab./km²).